# Séptima División del Ejército (Bolivia)
La Séptima División del Ejército es una de las diez divisiones del Ejército de Bolivia. Su misión es la conducción de operaciones militares y su sede se localiza en el municipio de Cochabamba, provincia de Cercado, departamento de Cochabamba.

## Historia
En la segunda mitad de la década de 1970, el Ejército de Bolivia adoptó una organización que incorporó cuatro cuerpos de ejército. La Séptima División integró la organización del III Cuerpo de Ejército, hasta la disolución de este en los años noventa. Para los años ochenta, la Séptima División estaba integrado por dos regimientos de infantería, un regimiento andino y un batallón de ingenieros.
Organización de la década de 1990: dos regimientos de infantería, un batallón de tanques y un regimiento de artillería.

## Organización
Sus unidades dependientes son:
- el Regimiento de Infantería 18;
- el Regimiento de Infantería 19;
- el Regimiento de Artillería 7;
- y el Regimiento Escuela Policía Militar N.º 3.